# Darlington Probation Station
Darlington Probation Station var en straffångebosättning på ön tillika nationalparken Maria Island i delstaten Tasmanien (då Van Diemen's Land), från 1825 till 1832, senare en skyddstillsynsstation för straffångar under den sista fasen av straffångehanteringen i östra Australien (1842-1850)
Ett antal av byggnaderna och strukturerna har överlevt från denna tidigare era relativt intakt och i gott skick och av de 78 skyddtillsynsstationerna som en gång byggdes i Tasmanien, anses anläggningen på Maria Island vara "det mest utstående representativa exemplet", av sådan kulturell betydelse att den blivit formellt uppsatt på Australian National Heritage List samt tillsammans med andra anläggningar fått status som världsarv med motiveringen:
| ” | det bäst bevarade exemplet på storskalig transportering av straffångar och Europeiska makternas koloniala expansion genom straffångars närvaro och arbete | „ |